# 克雷迪頓
克雷迪頓（Crediton）是英國英格蘭德文郡的一個城鎮和民政教區，位於埃克塞特西北約7英里（11）處。克雷迪頓2001年時有人口6,837人，2011年時增加到7,835人。

## 友好城市
- 法國 阿夫朗什

## 外部連結
- Crediton Parish Church  （页面存档备份，存于）
- 中的“Crediton”
- Crediton Inn （页面存档备份，存于）